# Alfred Świerk
Alfred Gerard Świerk (ur. 30 lipca 1931 w Świętochłowicach, zm. 25 lipca 2022 w Moguncji) – polski księgoznawca.

## Życie
Świerk studiował filozofię i teologię w Krakowie oraz historię we Wrocławiu, gdzie w 1964 uzyskał stopień doktora. Od 1968 był asystentem, a od 1971 adiunktem w Instytucie Nauk o Księdze na Uniwersytecie w Moguncji. W 1983 został także profesorem historii książki i bibliotek w Wyższej Szkole Zawodowej w Hanowerze. Od 1984 do 1994 pracował jako profesor księgoznawstwa i bibliotekoznawstwa na Uniwersytecie w Erlangen.

## Literatura (wybór)
- Średniowieczna biblioteka klasztoru kanoników regularnych SW. Augustyna w Żaganiu. Wrocław 1965, OCLC 320091685.
- Przyczynki do historii książki i jej funkcji w społeczeństwie. Festschrift dla Hansa Widmanna z okazji jego 65. urodzin. urodziny 28 marzec 1973 r.. 1. Wydanie, Stuttgart 1974, ISBN 3-7772-7412-7.
- O socjalistycznej teorii i praktyce handlu książkami w Europie Wschodniej. Wiesbaden 1981, ISBN 3-920153-79-0.